# Nazionale femminile di pallacanestro d'Israele
La nazionale di pallacanestro femminile di Israele (נבחרת ישראל בכדורסל נשים), selezione delle migliori giocatrici di pallacanestro di nazionalità israeliana, rappresenta Israele nelle competizioni internazionali femminili di pallacanestro gestite dalla FIBA. È gestita dalla Federazione cestistica d'Israele.

## Storia
Nazionale di seconda fascia, non ha mai partecipato ad Olimpiadi e a Mondiali.
Vanta 7 presenza ai Campionati europei, dove non ha mai ottenuto risultati di prestigio.

## Piazzamenti

### Campionati europei
- 1950 - 11°
- 1991 - 8°
- 2003 - 12°
- 2007 - 13°
- 2009 - 13°

- 2011 - 13°
- 2023 - 16°

## Formazioni

### Europei
Campionato europeo femminile di pallacanestro 19503 Kaminer, 5 Schwarz, 6 Datoynnik, 7 Hadra, 8 Samban, 9 Bronstein, 10 Giladi, 11 Nudel, 13 Carp, 15 Epstein, 16 Metal, 17 Silberstein, 19 Ofir, 20 Hafner,        All. -
Campionato europeo femminile di pallacanestro 19914 Kesten, 5 Belafonte, 6 Goren, 7 Mizrachi, 8 Grossman, 9 Dinerman, 10 Gezesster, 11 Brailowsky, 12 Bason, 13 Hadad, 14 Draigor, 15 Arbel,        All. Effi Birnbaum
Campionato europeo femminile di pallacanestro 20034 Suez, 5 Cohen, 6 Natho, 7 Mizrachi, 8 Shwartz, 9 Noy, 10 Grinboym, 11 Epstein, 12 Maoz, 13 Zeevi, 14 Arbel, 15 Sharon,        All. Moshe Weinkrantz
Campionato europeo femminile di pallacanestro 20074 Suez, 5 Dori, 6 Selwyn, 7 L. Cohen, 8 Doron, 9 A. Cohen, 10 Zairy, 11 Kolodny, 12 Nusel, 13 Abramzon, 14 Levitsky, 15 Fleischer,        All. Eli Rabi
Campionato europeo femminile di pallacanestro 20094 Suez, 5 Dori, 6 Gigi, 7 Cohen, 8 Doron, 9 Zairy, 10 Selwyn, 11 Kolodny, 12 Epstein, 13 Abramzon, 14 Levitsky, 15 Fleischer,        All. Eli Rabi
Campionato europeo femminile di pallacanestro 20114 Suez, 5 Dori, 6 Ganor, 7 Cohen, 8 Doron, 9 Zairy, 10 Selwyn, 12 Epstein, 13 Abramzon, 14 Levitsky, 15 Fleischer, 21 Shafir,        All. Eli Rabi
Campionato europeo femminile di pallacanestro 20231 Baron, 4 Rotberg, 5 Cohen, 7 Eisner, 8 Karsh, 10 Y. Garzon, 12 L. Garzon, 13 Zipel, 22 Sahar, 24 Raber, 55 Vaturi, 77 Simms,        All. Sharon Drucker

## Nazionali giovanili
- Selezioni giovanili della nazionale femminile di pallacanestro d'Israele